# Spiroctenus broomi
Spiroctenus broomi là một loài nhện trong họ Nemesiidae.
Spiroctenus broomi được miêu tả năm 1917 bởi Tucker.